# Lambulodes bimaculata
Lambulodes bimaculata là một loài bướm đêm thuộc phân họ Arctiinae, họ Erebidae.